# ホアン・コ・ミン
ホアン・コ・ミン（ベトナム語：Hoàng Cơ Minh、漢字：黃機明、1935年6月20日 - 1987年8月28日）は、ベトナム共和国（南ベトナム）の軍人・革命家。
元ベトナム共和国軍の海軍准将。フランス植民地時代にフランス陸軍の旧基地にベトナム国政府が開設した海軍士官学校の最初のコースを卒業した。